# هاتورن، ویکتوریا
هاتورن (به انگلیسی: Hawthorn) یک منطقهٔ مسکونی در استرالیا است که در ملبورن واقع شده‌است.